# Chris Conner
Christopher Ryan „Chris“ Conner (* 23. Dezember 1983 in Westland, Michigan) ist ein ehemaliger US-amerikanischer Eishockeyspieler, der im Verlauf seiner aktiven Karriere zwischen 2001 und 2020 unter anderem 189 Spiele für die Dallas Stars, Pittsburgh Penguins, Detroit Red Wings, Phoenix Coyotes und Washington Capitals in der National Hockey League (NHL) auf der Position des rechten Flügelstürmers bestritten hat. Den Großteil seiner Laufbahn verbrachte Conner jedoch bei deren Farmteams in der American Hockey League (AHL), wo er fast 800 Partien absolvierte.

## Karriere

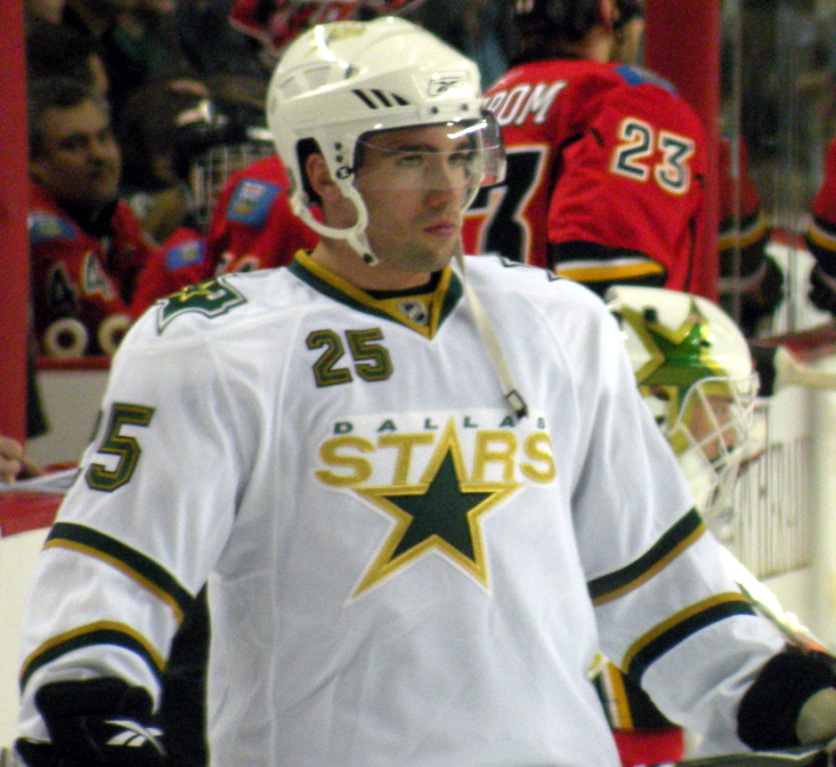
Conner im Trikot der Dallas Stars (2009)

Chris Conner begann seine Karriere als Eishockeyspieler 2002 in der Eishockeymannschaft der Michigan Technological University, für die er bis 2006 insgesamt vier Jahre lang spielte. Zuvor war er in der North American Hockey League (NAHL) aktiv gewesen. Im Juli 2006 unterschrieb der ungedraftete US-Amerikaner als Free Agent einen Vertrag bei den Dallas Stars aus der National Hockey League (NHL). In den Jahren 2006 bis 2008 spielte Conner überwiegend für Dallas’ damaliges Farmteam, die Iowa Stars aus der American Hockey League (AHL). Sein erstes Tor in der NHL erzielte Conner am 27. Dezember 2006 in einem Spiel gegen die Colorado Avalanche.
Ab der Saison 2008/09 stand Conner im Kader der Pittsburgh Penguins, spielte zunächst aber überwiegend im Farmteam Wilkes-Barre/Scranton Penguins in der AHL. Im Verlauf der Saison 2010/11 avancierte er zum Stammspieler in Pittsburgh, nachdem Schlüsselspieler wie Sidney Crosby und Jewgeni Malkin längerfristig ausgefallen waren. Zum Saisonende verlängerten die Penguins seinen Kontrakt nicht, sodass Conner im Juli 2011 als Free Agent von den Detroit Red Wings unter Vertrag genommen wurde. Ein Jahr später erhielt er einen Vertrag bei den Phoenix Coyotes. Im Juli 2013 unterzeichnete er einen Einjahresvertrag bei den Pittsburgh Penguins. Dieser wurde nach der Saison 2013/14 nicht verlängert, sodass sich Conner im Juli 2014 den Washington Capitals anschloss, wo er allerdings fast ausschließlich bei den Hershey Bears in der AHL zum Einsatz kam.
Anschließend unterzeichnete der Angreifer im Juli 2015 einen Zweijahresvertrag bei den Philadelphia Flyers, die ihn allerdings ausschließlich bei ihrem AHL-Kooperationspartner Lehigh Valley Phantoms einsetzten. Nach dem Ende seines Vertrags in Philadelphia erneute Conner seinen Vertrag im Juli 2017 nur bei den Phantoms, ohne für die Flyers in der NHL gespielt zu haben. Schließlich lief er bis Sommer 2019 in Allentown auf, ehe er sich den Binghamton Devils aus der AHL anschloss. Dort beendete der 36-Jährige im Sommer 2020 seine aktive Karriere.

## Erfolge und Auszeichnungen
- 2004 WCHA Second All-Star Team
- 2010 AHL-Spieler des Monats Februar
- 2015 AHL-Spieler des Monats Februar

## Karrierestatistik
(Legende zur Spielerstatistik: Sp oder GP = absolvierte Spiele; T oder G = erzielte Tore; V oder A = erzielte Assists; Pkt oder Pts = erzielte Scorerpunkte; SM oder PIM = erhaltene Strafminuten; +/− = Plus/Minus-Bilanz; PP = erzielte Überzahltore; SH = erzielte Unterzahltore; GW = erzielte Siegtore; 1 Play-downs/Relegation; Kursiv: Statistik nicht vollständig)